# Ненко Балкански
Ненко Димитров Балкански е известен български художник.

## Биография
Роден е на 20 септември 1907 г. в Казанлък. През 1925 – 1930 г. учи в Художествената академия в София. През 1930 г. прави първа изложба в Казанлък. През 1930 г. завършва Художествената академия в София, специалност живопис при професорите Никола Маринов и Борис Митов. Впоследствие учи в Париж и Мюнхен. През 1939 – 1941 г. специализира във Франция и Италия.
От 1947 г. преподава в Художествената академия в София, като през 1959 става професор. Членува в дружество „Родно изкуство“ и Дружество на новите художници.
Умира на 19 септември 1977 г. в София.

## Дарение
През 1980 г. съпругата му Лиляна – правнучка на легендарната баба Тонка Обретенова и внучка на Ботевия четник Никола Обретенов, дарява на фонд „13 века България“ 1610 произведения на художника. Над 300 от тях са маслени картини, а останалите – акварел, туш и пастели.
Родната къща на художника в Казанлък е музей с експозиция, филиал на Художествената галерия в Казанлък.

## Памет
На Ненко Балкански е наречена улица в квартал „Драгалевци“ в София (Карта).

## Творби
- „Голо тяло“, рисувана 1930 – 1940 г.[2], маслени бои на фазер, 50,4/40,3, подписана (долу вдясно).
- „Пейзаж с рибари“, рисувана 1940 – 1950 г.[3], маслени бои на картон, 35/45,6 подписана (долу вдясно).

## Признание и награди
- Димитровска награда (1952)
- Орден „Червено знаме на труда“ (1957 и 1959)
- Орден „Кирил и Методий“ - І ст. (1963)
- Орден „Георги Димитров“ (1967)
- Национална награда за живопис „Владимир Димитров – Майстора“ (1975)